# Пилипенко, Николай Васильевич
Николай Васильевич Пилипенко (род. 22 апреля 1945, Джанкой, Крымская АССР) — украинский и российский государственный деятель, главный технолог Джанкойско-Сивашского опытно-экспериментального завода Института химии поверхности НАН Украины АР Крым. Народный депутат Украины II созыва.

## Биография
Родился в рабочей семье.
В 1962—1968 годах — студент факультета химии материалов электронной техники Московского института тонкой химической технологии имени Ломоносова, инженер-химик-технолог редких и рассеянных элементов.
В 1968—1969 годах — сменный мастер опытного завода по производству редкоземельных металлов в городе Верхняя Пышма Свердловской области РСФСР.
В 1969—1971 годах — служба в Советской армии, занимался техническим обслуживанием авиационных химических боеприпасов.
В 1971—1979 годах — сменный мастер, технолог участка на опытном заводе по производству редкоземельных металлов в городе Верхние Пижмы Свердловской области РСФСР. Член КПСС.
В 1980—1988 годах — инженер-исследователь на подземном атомном комбинате по производству плутония (для создания ядерного оружия) в городе Красноярске-26 РСФСР.
В 1988—1994 годах — инженер-технолог 1-й категории, главный технолог Джанкойско-Сивашского опытно-экспериментального завода Института химии поверхности НАН Украины АР Крым. Член КПУ.
Народный депутат Украины с 04.1994 (2-й тур) до 04.1998, Джанкойский избирательный округ № 29, Республика Крым. Председатель подкомитета по вопросам науки Комитета по вопросам Чернобыльской катастрофы. Член депутатской фракции коммунистов.
В 2014 году после аннексии Крыма Россией принял российское гражданство и баллотировался в Джанкойский городской совет, но ему было отказано в регистрации.

## Награды и награды
Награжден медалями «Маршал Советского Союза Жуков» и «80-летия Великой Октябрьской революции», почетным знаком «За гуманизм» (Союз «Чернобыль Украины»).